# Joey Mantia
Joey Mantia (Ocala, 7 febbraio 1986) è un pattinatore di velocità su ghiaccio statunitense.

## Palmarès

### Mondiali distanza singola
- 4 medaglie:
  - 3 ori (mass start a Gangneung 2017; mass start a Inzell 2019; mass start a Heerenveen 2021);
  - 1 bronzo (1500 m a Salt Lake City 2020).

### Coppa del Mondo
- Miglior piazzamento nella Grand World Cup: 4º nel 2017.
- Miglior piazzamento nella Coppa del Mondo 1000 m: 6º nel 2016.
- Miglior piazzamento nella Coppa del Mondo 1500 m: 3º nel 2016.
- Miglior piazzamento nella Coppa del Mondo mass start: 2º nel 2020.
- 15 podi (13 individuali, 2 a squadre):
  - 5 vittorie (tutte individuali);
  - 6 secondi posti (5 individuali, 1 a squadre);
  - 4 terzi posti (3 individuali, 1 a squadre).